# Палатализација у новоштокавским дијалектима
Палатализација (лат. palatum, непце) је језичка појава у српском језику где се задњонепчани сугласници К, Г и Х мењају у предњонепчане сугласнике Ч, Ж и Ш, када се нађу испред меких самогласника Е и И и непостојаног А. Раније се у српској филологији ова појава називала прва палатализација. 
Ситуације које илуструју палатализацију су:
- испред е у вокативу једнине мушког рода:
  - к > ч – радник > радниче!
  - г > ж – враг > враже!
  - х > ш – дух > душе!

- испред е у презенту глагола чија се основа завршава на К, Г или Х:
  - к > ч – реке теку > река тече
  - г > ж – ја могу > ти можеш

- у облицима множине именица око и ухо:
  - к > ч – око > очи
  - х > ш – ухо > уши

- треће лице множине презента и глаголски прилог садашњи:
  - к > ч – гукати > гучу, гучући
  - г > ж – стругати > стружу, стружући
  - х > ш – махати > машу, машући

- у аористу неких глагола:
  - к > ч – рекох > рече
  - г > ж – дигох > диже
  - х > ш – казах > казаше

- при градњи деминутива:
  - к > ч – момак > момчић
  - г > ж – круг > кружић
  - х > ш – дах > дашак

- у творбама речи:
  - к > ч – мрак > мрачан
  - г > ж – дуг > дужина
  - х > ш – страх > страшљив

- код трпних глаголских придева:
  - к > ч – вук-ен > вучен
  - г > ж – траг-ен > тражен

- у неким случајевима код именица које се завршавају на З или Ц, где З прелази у Ж и Ц прелази у Ч: кнез > кнеже, витез > витеже, ловац - ловче - ловчев, птица - птичица - птичурина, улица > уличица

## Изузеци
- код придева и заменица: дуг, дуги, дугим, дугих, дугима, јак, јаки, јаким, јаких, јакима
- у облицима именица испред наставка -е: војнике, слуге
- у творби придева са наставком -ин: бакин (од бака), снахин (од снаха)
- испред наставка -ица: коцка-коцкица, тачка-тачкица